# Хет (літера гебрайської абетки)
| Фінікійська | Звичайна | Звичайна | Курсив |
| ----------- | -------- | -------- | ------ |
| Heth        | ח        | ח        |        |

Хет (івр. חֵית) — восьма літера гебрайської абетки.
Має числове значення 8. В івриті вона позначає звук [ħ] або [x]. Є однією з п'яти літер, які не подвоюються.

## Unicode
| Unicode Codepoint | U+05d7            |
| Unicode-Name      | HEBREW LETTER HET |
| HTML              | &#1495;           |
| ISO 8859-8        | 0xe7              |